# Vignir Svavarsson
Vignir Svavarsson (født 20. juni 1980) er en islandsk tidligere håndboldspiller, der spilledee for blandt andre TTH Holstebro, Skjern Håndbold, og HC Midtjylland i 888ligaen i Danmark.
Svavarsson var i 16 år en fast bestanddel af det islandske landshold.